# 김종갑 (1922년)
김종갑(金鍾甲, 1922년 10월 1일 ~ 1996년 11월 3일)은 대한민국의 군인 출신 정치인이다. 이승만 정부 때 제7대 국방부 차관을 지냈으며 제6대 국회의원을 역임했다.

## 학력
- 서천공립보통학교 졸업
- 일본 도산중학교 졸업
- 연희전문학교 문과 학사
- 일본 복지산 육군예비사관학교 졸업
- 대한민국 육군사관학교 2기
- 대한민국 육군보병학교 졸업
- 대한민국 육군포병학교 졸업
- 대한민국 육군공병학교 졸업
- 미국 육군대학교 졸업

## 약력
- 육군 제2훈련소 소장
- 제1군단 참모장
- 제9사단장, 제5사단장
- 국방부 차관
- 민주공화당 충남제6지구당 위원장
- 국회 국방위원장
- 신민주공화당 특임고문(1988년)
- 자유민주연합 특임행정위원(1995년)

## 역대 선거 결과
|  | 25.11% |

|  | 27.46% |

|  | 47.14% |